# مازلان عثمان
مازلان عثمان (بالملايوية: Mazlan Othman) هي عالمة فيزياء فلكية ماليزية عملت في عدة مشاريع بلدها ماليزيا، وحاليا هي مديرة لمكتب الأمم المتحدة لشؤون الفضاء الخارجي في فيينا.

## حياته
ولدت في سيريمبان، ماليزيا ودرست في مدرسة داخلية في سيريمبان أحبت الرياضيات والعلوم منذ الصغر.